# Disciphania sarcostephana
Disciphania sarcostephana är en tvåhjärtbladig växtart som beskrevs av Rupert Charles Barneby. Disciphania sarcostephana ingår i släktet Disciphania och familjen Menispermaceae. Inga underarter finns listade i Catalogue of Life.